# Дамы и гусары (пьеса)

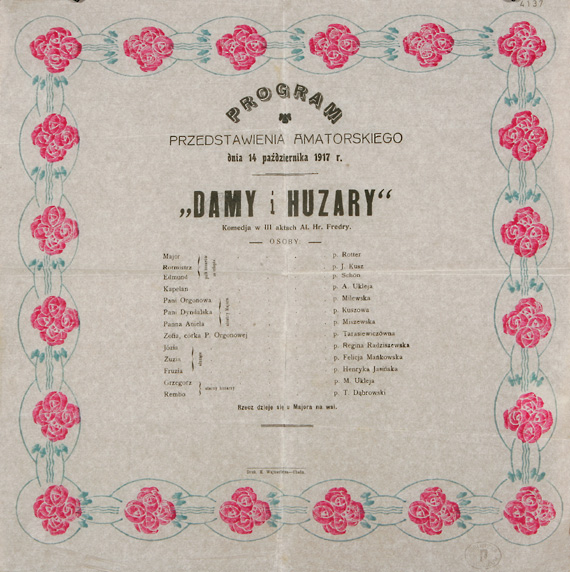
Театральная программа пьесы А. Фредро «Дамы и гусары». Ноябрь.1917 год

«Дамы и гусары» (пол. Damy i huzary) — комедия фарсово-гротескного характера, написанная польским комедиографом и поэтом Алекса́ндром Фре́дро в 1825 году. Была впервые опубликована в 1826.
По жанру это водевиль, в котором мир человеческих страстей, наклонностей и пороков раскрывается посредством тонкого и забавного юмора, изящное пародирование сочетается с лиризмом. Комедия с неизменным успехом идет на сцене уже 175 лет.

## Сюжет
Действие происходит в имении майора, где встречаются закоренелые холостяки — гусары, его друзья, и сестры майора, приехавшие с целью женить его на племяннице Софье. Для этого представительницами прекрасного пола сплетены коварные интриги. Но племянница уже давно любит поручика Эдмунда. У Софьи и Эдмунда созревает план уговорить хозяина дома — майора жениться, в последний момент, подменив его на поручика.
В конце комедии взаимное неприятие дам и гусаров перерастает в симпатию и любовь.

## Известные постановки
- 1960 — Театр им. Е. Вахтангова. Постановка А. Ремизовой. Художник Сергей Ахвледиани, композитор Лев Солин. Роли исполняли: Майор — Ю. Яковлев, Эдмунд — А. Кузнецов и В. Дугин, Софья — Е. Райкина, Ротмистр — В. Осенев и А. Граве, Капеллан — Н. Пажитнов и Ю. Волынцев, Анеля — Л. Целиковская, г-жа Оргонова — Е. Алексеева и А. Казанская[1]